# 1480'erne
Århundreder: 14. århundrede – 15. århundrede – 16. århundrede
Årtier: 1430'erne 1440'erne 1450'erne 1460'erne 1470'erne – 1480'erne – 1490'erne 1500'erne 1510'erne 1520'erne 1530'erne
År: 1480 1481 1482 1483 1484 1485 1486 1487 1488 1489
Begivenheder
Personer